# Свобода, Петр (легкоатлет)
Петр Свобода — чешский бегун на короткие дистанции, который специализируется в барьерном беге. Чемпион Европы 2011 года и бронзовый призёр чемпионата Европы 2009 года на дистанции 60 метров с барьерами.
На олимпийских играх 2008 года дошёл до полуфинала в беге на 110 метров с барьерами. Занял 6-е место на чемпионате мира 2009 года. 
Обладатель национальных рекордов в беге на 110 метров с барьерами — 13,27 и 60 метров с барьерами — 7,44.
21 сентября 2012 года женился на известной прыгунье с шестом Иржине Птачниковой.

## Сезон 2014 года
Петр Свобода не выступал на международных соревнованиях в 2011, 2012 и 2013 годах. На чемпионате Европы 2014 года занял 5-е место с результатом 13,63.